# Karl Christian von Mann genannt Tiechler
Karl Christian von Mann genannt Tiechler (auch Karl Christian von Mann genannt Tüchler) (* 9. Dezember 1773 in Sulzbach; † 22. März 1837 in München) war ein deutscher Jurist und Herausgeber.

## Leben
Karl Christian von Mann, genannt Tiechler studierte Rechtswissenschaften an verschiedenen Universitäten und wurde, nach Abschluss des Studiums, 1794 im öffentlichen Dienst als wirklicher Hofrat angestellt. 1799 erfolgte seine Ernennung zum Revisionsrat und 1807 wurde er zum Referendar im Geheimen Ministerialjustizdepartement befördert; als solcher wurde er 1808 zur Beratung über das einzuführende Strafgesetzbuch als Mitglied in die beratende Kommission abgeordnet.
1816 wurde er zum Präsidenten des Appellationsgerichts für den Isarkreis in München ernannt. In dieser Stellung erfolgte auch die Ernennung zum Staatsrat im außerordentlichen Dienst und er erhielt den Titel Exzellenz; kurz darauf wurde er 1822 zum Staatsrat im ordentlichen Dienst ernannt. Als das Appellationsgericht 1826 nach Landshut verlegt werden sollte, ernannte ihn der König Ludwig I. zum Vizepräsidenten des Oberappellationsgerichts in München.
Durch die adeligen Gutsbesitzer im Isarkreis wurde er 1837 in die Deputiertenkammer der Ständeversammlung gewählt. In der 4. Wahlperiode war er seit dem 17. Februar 1837 Vorsitzender im Ausschuss für Untersuchung der Beschwerden.
Am 17. September 1816 kaufte er das Gut mit dem Hammerschloss Theuern von seiner Schwägerin Gräfin Sophie von Hirschberg, Witwe des Grafen Hermann von Hirschberg und Schwester seiner Frau Lukretia, und wurde somit Herr auf Theuern, Salzburg, Querbach, Kempfenhausen, Harkirchen und Mannthal.
1818 gründete er die Zeitschrift Eos – eine Zeitschrift aus Baiern, zur Erheiterung und Belehrung und gab diese in den Folgejahren heraus.
Am 26. Oktober 1812 heiratete er Lukretie Lochner von Hüttenbach. Gemeinsam hatten sie einen Sohn: Maximilian Christian Ludwig Ritter von Mann Edler von Tiechler (* 10. April 1847 in Theuern), königlich bayerischer Kammerjunker und Hauptmann a. D. (zuletzt im Infanterie-Regiment Nr. 4 in Metz).

## Ehrungen
Der König verlieh ihm das Ritterkreuz des Verdienstordens der Bayerischen Krone, später dann noch das Kommandeurkreuz.

## Mitgliedschaften
- Er war Mitglied im Historischen Verein für Oberpfalz und Regensburg. Im Verein wurde eine Trauerrede auf ihn durch den Pfarrer und Mundartdichter Kaspar Deml (1808–1883) gehalten.[3]
- Er war im Vorstand des Polytechnischen Vereins in Bayern.
- Er wurde als Mitglied in der bayerischen Akademie der Wissenschaften aufgenommen.

## Schriften (Auswahl)
- Archiv für die Staatskunde in Baiern. München 1804.
- Kaiser Ludwig IV., genannt der Baier und Marimilian I., Kurfürst von Baiern; eine historische Parallele. München 1806.
- Eos – eine Zeitschrift aus Baiern, zur Erheiterung und Belehrung. München 1818.